# Nisbet House

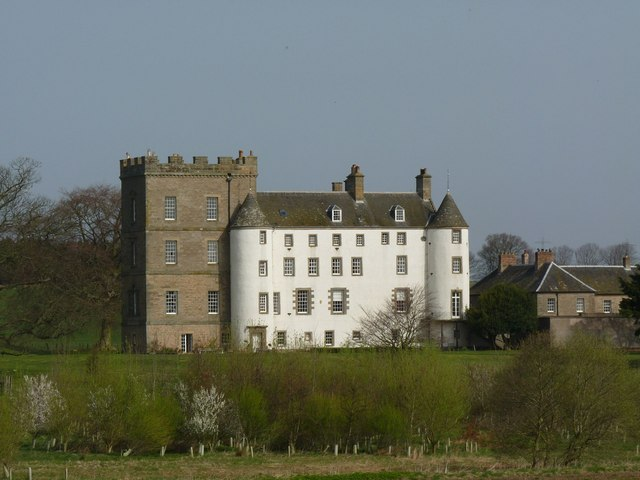
Nisbet House

Nisbet House ist ein Herrenhaus nahe der schottischen Ortschaft Duns in der Council Area Scottish Borders. 1971 wurde das Bauwerk in die schottischen Denkmallisten in der höchsten Denkmalkategorie A aufgenommen. Des Weiteren sind der Taubenturm sowie die zugehörigen Stallungen jeweils eigenständig als Kategorie-A-Bauwerke klassifiziert.

## Geschichte
Am Standort befand sich zuvor vermutlich eine Motte. Von der Festung sind jedoch keine Überreste erhalten. Der ältere Teil des heutigen Herrenhauses wurde zu Zeiten Karl I., vermutlich um 1630 erbaut. 1652 wurde das Anwesen an eine Familie Carr, Carre oder Ker verkauft. Der Architekt Thomas White wurde 1784 mit dem Ausbau von Nisbet House beauftragt. Neben dem Bau eines Turms umfassten die Maßnahmen auch die Anlage eines Sees samt einer Brücke über den Zufluss als Teil des Hauptzufahrtweges. Hierzu wurde Wasser aus einem nahegelegenen Bach abgezweigt. Diese Anlage wurde jedoch zwischenzeitlich wieder verfüllt. Im Laufe der 1990er Jahre wurde vermutlich der Innenraum überarbeitet.

## Beschreibung
Das Herrenhaus liegt isoliert rund 1,5 km südlich von Duns. Der Grundriss des älteren Hauptgebäudes weist sowohl Elemente der L-Plan- als auch der Z-Plan-Architektur auf. Die Fassaden des sieben Achsen weiten, vierstöckigen Gebäudes sind mit Harl verputzt. Natursteindetails sind hiervon abgesetzt. Pilaster flankieren den Eingangsbereich links an der südexponierten Frontseite. Er schließt mit einem Gesimse. An den Kanten treten Rundtürme mit Kegeldächern heraus.
An der Westseite schließt sich der später hinzugefügte vierstöckige Turm an. Er weist teils klassizistische Details auf und lehnt sich stilistisch an die Arbeiten Robert Adams an. Im ersten Obergeschoss findet sich ein venezianisches Fenster. In den oberen Geschossen sind die Fenster rustiziert eingefasst und teilweise mit Schlussstein und Bekrönung ornamentiert.

## Taubenturm

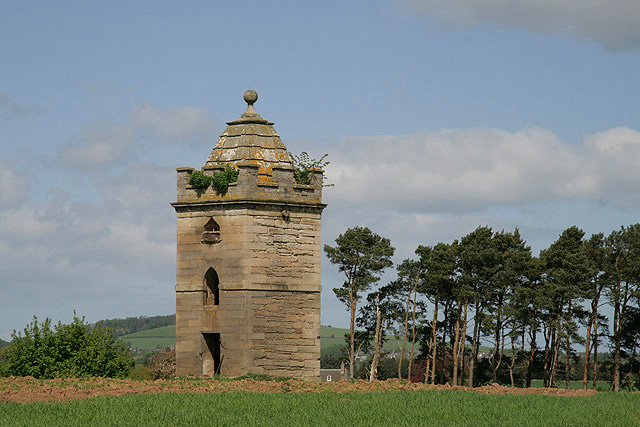
Taubenturm von Nisbet House

Der aus dem späteren 18. Jahrhundert stammende Taubenturm befindet sich rund 500 m südlich von Nisbet House. Der dreistöckige Turm weist einen ungewöhnlichen pentagonalen Grundriss auf. Während an der südwestexponierten Eingangsseite Steinquader verbaut wurden, besteht das Mauerwerk des restlichen Turms aus grob zu Quadern behauenem Sandstein. Etwa auf halber Höhe gliedert ein Gurtgesims die Fassaden horizontal. Oberhalb des abschließenden Kranzgesimses läuft eine Zinnenbewehrung um. Sie verdeckt teilweise das dahinterliegende, steingedeckte Zeltdach. Es schließt mit einer Steinkugel. Oberhalb des Eingangs ist ein Spitzbogenfenster sowie darüber eine kleinere Einflugöffnung eingelassen.
Die aus Bruchstein bestehenden Wände sind im Inneren Harl-verputzt. Der Raum schließt mit einem Steingewölbe. 2008 wurde der Turm in das Register gefährdeter denkmalgeschützter Bauwerke in Schottland aufgenommen. Sein Zustand wurde 2012 als schlecht, jedoch bei gleichzeitig moderatem Risiko eingestuft.

## Stallungen
Die östlich von Nisbet House gelegenen Stallungen stammen aus dem späteren 18. Jahrhundert. Sie bestehen aus einem L-förmigen Hauptgebäude mit zwei weiteren Außengebäuden, die dergestalt angeordnet sind, dass sie drei Seiten eines Innenhofes umschließen. Die zweistöckigen Gebäude sind klassizistisch ausgestaltet. Ihr Mauerwerk besteht aus grob zu Quadern behauenem Sandstein mit abgesetzten Natursteindetails und rustizierten Ecksteinen. Das Hauptgebäude schließt mit einem Walmdach. Sämtliche Dächer sind mit grauem Schiefer eingedeckt.